# Tytthoscincus biparietalis
Espèce
Synonymes
- Sphenomorphus biparietalis Taylor, 1918

Statut de conservation UICN

 EN B1ab(iii)+2ab(iii) : En danger
Tytthoscincus biparietalis est une espèce de sauriens de la famille des Scincidae.

## Répartition

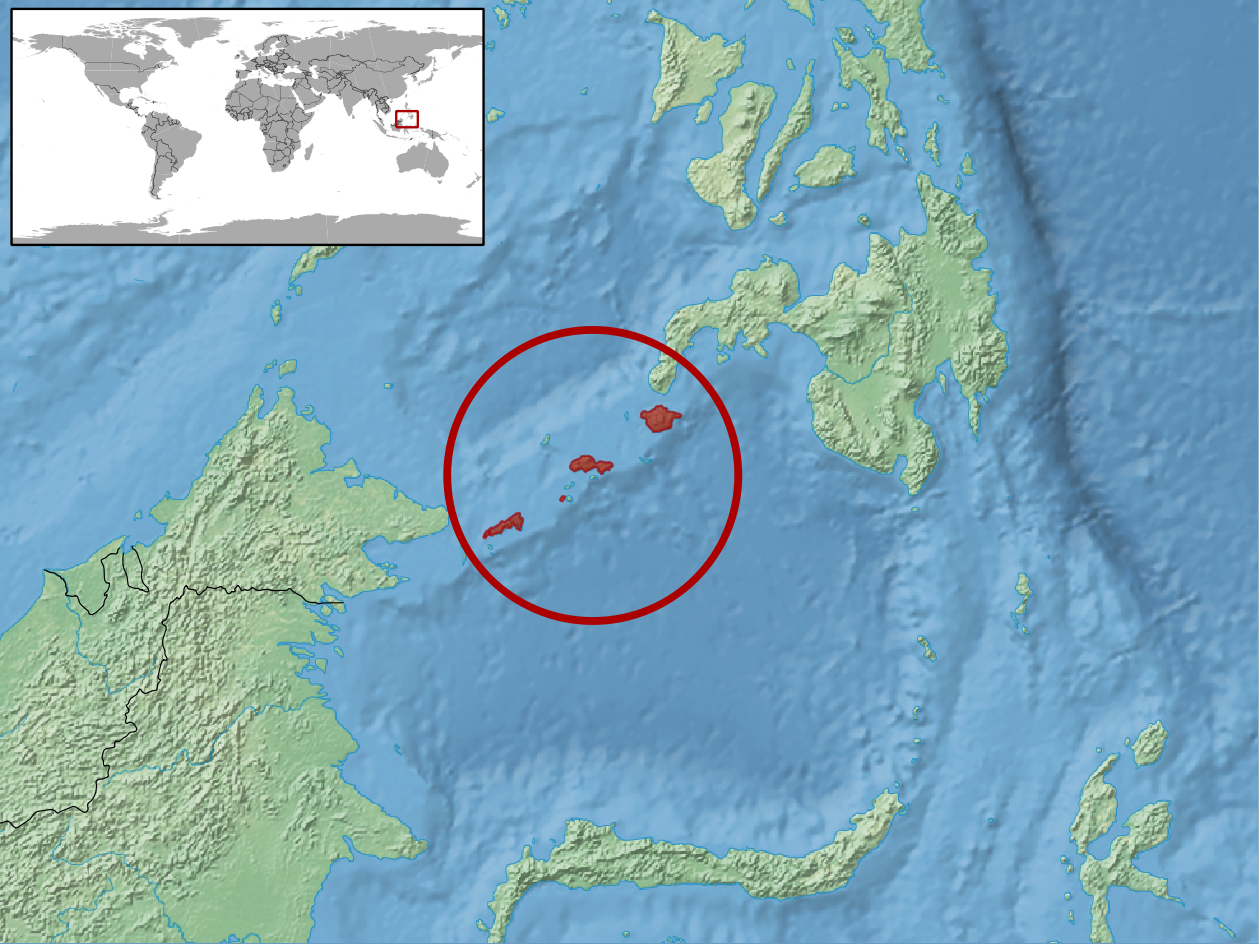
Répartition de l'espèce.

Cette espèce est endémique de l'archipel de Sulu aux Philippines. Elle se rencontre sur les îles de Basilan, de Jolo, de Lapac, de Tawi-Tawi, de Sanga-Sanga, de Papahag et de Bongao.

## Description
L'holotype mesure 70 mm de longueur totale dont 35 mm de longueur standard et 35 mm de queue.

## Publication originale
- Taylor, 1918 : Reptiles of the Sulu Archipelago. Philippine journal of science, vol. 13, p. 233-267 (texte intégral).